# KMID-TV
KMID-TV, no canal 2, é a afiliada da rede de televisão ABC em Midland, Texas, nos Estados Unidos.